# Флоріан Генкель фон Доннерсмарк
Флоріа́н Марія Георг Кристіан граф Генкель фон Доннерсмарк (нім. Florian Maria Georg Christian Graf Henckel von Donnersmarck; нар. 2 травня 1973, Кельн, ФРН) — німецький кінорежисер, продюсер, сценарист. Найвідоміший за своїми фільмами «Життя інших» («Оскар» за найкращий фільм іноземною мовою) та «Турист».

## Біографія
Флоріан Марія Георг Кристіан граф Генкель фон Доннерсмарк народився 12 травня 1973 в Кельні, ФРН. Дитинство і юнацькі роки провів в Нью-Йорку, Берліні, Франкфурті і Брюсселі.
У 1977 році в Нью-Йоркському музеї сучасного мистецтва Флоріан побачив свій перший в житті кінофільм. Замість очікуваного «Доктора Дуліттла», хлопчик побачив німецьку мелодраму «Вар'єте». Цей досвід режисер згадує як свій перший інтерес до кінематографа.
У 1991 році Доннерсмарк вивчав російську мову і літературу в Ленінграді, здобувши спеціальність «викладач російської мови як іноземної».
З 1993 до 1996 отримав учені ступені з політології, філософії та економіки в Оксфордському університеті. Практикувався у режисера лорда Річарда Аттенборо. Потім поступив др Університету телебачення і кіно в Мюнхені, де освіту здобували такі режисери, як Вім Вендерс і Роланд Еммеріх.
Перший повнометражний фільм фон Доннерсмарка «Das Leben der Anderen» («Життя інших»), над яким він працював упродовж трьох років, включаючи створення сценарію, знімальний період і роботу по остаточному монтажу, отримав у 2006 році премію Європейської кіноакадемії за найкращий фільм, найкращого актора і найкращий сценарій. Цей фільм здобув нагороду Лос-Анджелеської Асоціації кінокритиків за найкращий іноземний фільм, був номінований на премію «Золотий глобус» і 25 лютого 2007 року здобув премію «Оскар» за найкращий фільм іноземною мовою.
Наступний фільм Доннерсмарка, «Турист», якого він створив за 11 місяців (пояснивши в інтерв'ю Чарлі Роузу своє бажання відпочити від створення важкого твору про самогубство) був легким романтичним трилером з Анджеліною Джолі і Джонні Деппом у головних ролях. Фільм отримав три номінації на премію «Золотий глобус» — в категоріях «Найкращий мюзикл або комедія», «Найкращий актор мюзиклу або комедії» і «Найкраща акторка мюзиклу або комедії». Також стрічка отримала три номінації на премію Teen Choice Awards (у категоріях «Найкращий фільм», «Найкращий актор» і «Найкраща акторка») в двох з яких перемогла, а також премію Redbox Movie Award в категорії «Найпопулярніша драма 2011 року». Наразі стрічка зібрала близько 280 мільйонів доларів США у світовому кінопрокаті, завдяки чому була названа журналом The Hollywood Reporter «міжнародним хітом».
У 2018 році Доннерсмарк поставив за власним сценарієм фільм «Робота без авторства» з Томом Шиллінгом, Себастьяном Кохом та Паулою Бір у головних ролях. Світова прем'єра стрічки відбулася 3 вересня 2018 року на 75-му Венеційському міжнародному кінофестивалі, де він брав участь в основній конкурсній програмі У серпні цього ж року фільм було висунуто від Німеччини претендентом на 91-шу премію «Оскар» Американської кіноакадемії в номінації за найкращий фільм іноземною мовою..
У 2007 році, Доннерсмарк став одним зі 115 нових членів, запрошених до Академії кінематографічних мистецтв і наук..

## Особисте життя
Молодший син графа Лео-Фердинанда Генкель фон Доннерсмарка, колишнього президента німецького відділення Мальтійського ордену та Анни Марії фон Берг, прямої спадкоємиці генерала Гебгарда-Леберехта фон Блюхера, князя Вальштадського, який разом з герцогом Веллінгтонським отримав перемогу над Наполеоном у битві при Ватерлоо. Він має німецьке й австрійське громадянство. Його дядько, Грегор Генкель фон Доннерсмарк є почесним абатом цистерціанського монастиря Святого Хреста, розташованого в Віденському лісі. Упродовж місяця Флоріан працював там над першою чернеткою сценарію «Життя інших».
Флоріан Генкель фон Доннерсмарк перебуває в шлюбі з Кристіаною Асшенфельдт, колишньою виконавчою директоркою некомерційної організації Creative Commons. Вони мешкають в Лос-Анджелесі і мають трьох дітей.

## Фільмографія
| Рік  |     | Назва українською    | Оригінальна назва     | Режисер | Сценарист | Продюсер | Монтажер |
| ---- | --- | -------------------- | --------------------- | ------- | --------- | -------- | -------- |
| 1997 | к/м | Північ               | Mitternacht           | Так     | Так       | Так      | Так      |
| 1998 | к/м |                      | Das Datum             | Так     |           |          |          |
| 1999 | к/м | Доберман             | Dobermann             | Так     | Так       |          | Так      |
| 2002 | к/м |                      | Der Templer           | Так     |           |          |          |
| 2006 |     | Життя інших          | Das Leben der Anderen | Так     | Так       | Так      |          |
| 2010 |     | Турист               | The Tourist           | Так     | Так       |          |          |
| 2018 |     | Робота без авторства | Werk ohne Autor       | Так     | Так       | Так      |          |

## Вплив
У 2010 році в інтерв'ю газеті «The Guardian» режисер Говард Дейвіс назвав фон Доннерсмарка художником, чиєю творчістю він захоплюється.
Після зустрічі на Всесвітньому економічному форумі в Давосі, журналіст видання «National Review» Джей Нордлінгер схарактеризував фон Доннерсмарка як «одного з найвражаючих людей цієї планети».
Найбільше дослідження думок європейців «The Europe List» в 2013 році склало список трьох найкращих європейських фільмів усіх часів, куди потрапила стрічка фон Доннерсмарка «Життя інших». Разом з нею, в цьому списку були названі «Життя прекрасне» режисера Роберто Беніньї і «Амелі» Жана-П'єра Жене.
У грудні 2012 року Лідський університет провів дводенний симпозіум, присвячений роботам фон Доннерсмарка, на якому прозвучали доповіді 11 професорів зі всього світу, включаючи Девіда Батріка (Корнелльський університет), Еріка Рентшлера (Гарвардський університет) і Джеймі Фішера (Каліфорнійський університет у Девісі). Головуючий Пол Кук з Лідського університету представив доповідь Діалог Генкеля фон Доннерсмарка з Голлівудом: від Життя Інших до Туриста (2010), в якому він досліджував використання Доннерсмарком у кінострічці «Турист» своєї «європейської культурної перспективи для вдосконалення, а не критики базових цінностей Голлівудського жанрового кінематографу», також описуючи фільм як «усвідомлене відторгнення будь-якої Голлівудської гарячковості.» Доповіді були видані у вигляді книги видавництвом De Gruyter в червні 2013 року. Лекція, виголошена Доннерсмарком в Кембриджському університеті 10 жовтня 2008 року, і представлення професором Полом Куком були додані у вигляді першої глави.

## Визнання
Чотирихвилинний фільм «Доберман», який Доннерсмарк зняв під час проходження практики в 1999 році за власним сценарієм, показали на понад 40 кінофестивалях в усьому світі й він отримав численні нагороди, серед яких були Премія імені Макса Офюльса і премія студії Universal Studios в номінації «Шокуючий короткометражний фільм».
За свій перший повнометражний фільм, «Життя інших» (режисер і сценарист), отримав понад 40 міжнародних нагород, у тому числі і премію «Оскар» 2007 року в номінації «Найкращий фільм на іноземній мові».
У 2011 році альма-матер фон Доннерсмарка — Оксфордський університет — заніс режисера до списку 100 найзнаменитіших випускників останніх 10 віків. У цей список також потрапили Дунс Скот, Вільям Оккам, Еразм Ротердамський, Томас Мор, Джон Лок, Крістофер Рен, Адам Сміт, Лоуренс Аравійський, Оскар Уайльд, Джон Роналд Руел Толкін, а також сучасні випускники університету — Руперт Мердок, Білл Клінтон і Стівен Гокінг. На обкладинці своєї брошури 2011 року Університет назвав іменами цих випускників вулиці історичної частини Оксфорда. Вулиця Аппер Окспенс Роад була перейменована в цій брошурі на честь Флоріана Генкеля фон Доннерсмарка.
| Рік                                       | Категорія                                                          | Фільм                                | Результат |
| ----------------------------------------- | ------------------------------------------------------------------ | ------------------------------------ | --------- |
| Мюнхенський кінофестиваль                 |                                                                    |                                      |           |
| 2000                                      | Шокуючий короткометражний фільм                                    | Доберман                             | Перемога  |
| 2006                                      | Премія Бернгартда Віккі за найкращий фільм                         | Життя інших                          | Перемога  |
| 2006                                      | Найкращий режисер                                                  | Життя інших                          | Перемога  |
| Фестиваль Макса Офюльса                   |                                                                    |                                      |           |
| 2000                                      | Найкращий короткометражний фільм                                   | Доберман                             | Перемога  |
| Дрезденський кінофестиваль                |                                                                    |                                      |           |
| 2000                                      | Найкращий короткометражний фільм — Національна програма            | Доберман                             | Перемога  |
| Копенгагенський міжнародний кінофестиваль |                                                                    |                                      |           |
| 2006                                      | Золотий лебідь за найкращий фільм                                  | Життя інших                          | Перемога  |
| 2006                                      | Приз глядацьких симпатій                                           | Життя інших                          | Перемога  |
| Денверський міжнародний кінофестиваль     |                                                                    |                                      |           |
| 2006                                      | Премія глядацьких симпатій                                         | Життя інших                          | Перемога  |
| Міжнародний кінофестиваль у Локарно       |                                                                    |                                      |           |
| 2006                                      | Премія глядацьких симпатій                                         | Життя інших                          | Перемога  |
| Монреальський фестиваль нового кіно       |                                                                    |                                      |           |
| 2006                                      | Вибір публіка                                                      | Життя інших                          | Перемога  |
| Севільський європейський кінофестиваль    |                                                                    |                                      |           |
| 2006                                      | Золотий Гіральдільйо за найкращий фільм                            | Життя інших                          | Перемога  |
| 2006                                      | Премія Всесвітньої католицької асоціації по комунікаціях (SIGNIS)  | Життя інших                          | Перемога  |
| Ванкуверський міжнародний кінофестиваль   |                                                                    |                                      |           |
| 2006                                      | Найпопулярніший фільм                                              | Життя інших                          | Перемога  |
| Варшавський міжнародний кінофестиваль     |                                                                    |                                      |           |
| 2006                                      | Приз гляддцьких симпатій                                           | Життя інших                          | Перемога  |
| Лондонський кінофестиваль                 |                                                                    |                                      |           |
| 2006                                      | Премія Сатьяджита Рая                                              | Життя інших                          | Перемога  |
| Баварська кінопремія                      |                                                                    |                                      |           |
| 2006                                      | Найкраща режисура — Молоде кіно                                    | Життя інших                          | Перемога  |
| 2006                                      | Найкращий сценарій                                                 | Життя інших                          | Перемога  |
| Премія Європейської кіноакадемії          |                                                                    |                                      |           |
| 2006                                      | Найкращий європейський режисер                                     | Життя інших                          | Перемога  |
| 2006                                      | Найкращий сценарист                                                | Життя інших                          | Перемога  |
| Німецька кінопремія                       |                                                                    |                                      |           |
| 2006                                      | Найкраща режисура                                                  | Життя інших                          | Перемога  |
| 2006                                      | Найкращий сценарій                                                 | Життя інших                          | Перемога  |
| Гільдія німецького арт-хаусного кіно      |                                                                    |                                      |           |
| 2006                                      | Найкращий німецький фільм                                          | Життя інших                          | Перемога  |
| Асоціація кінокритиків Лос-Анджелеса      |                                                                    |                                      |           |
| 2006                                      | Найкращий іноземний фільм                                          | Життя інших                          | Перемога  |
| Нагорода «Нові обличчя», Німеччина        |                                                                    |                                      |           |
| 2006                                      | Найкращий режисер                                                  | Життя інших                          | Перемога  |
| Міжнародний кінофестиваль в Палм-Спрінгс  |                                                                    |                                      |           |
| 2007                                      | Премія глядачів за найкращий художній фільм                        | Життя інших                          | Перемога  |
| Портлендський міжнародний кінофестиваль   |                                                                    |                                      |           |
| 2007                                      | Найкращий художній фільм                                           | Життя інших                          | Перемога  |
| 2007                                      | Роттердамський міжнародний кінофестиваль                           | Життя інших                          |           |
| 2007                                      | Приз глядачів                                                      | Життя інших                          | Перемога  |
| 2007                                      | Найкращий новий режисер                                            | Життя інших                          | Перемога  |
| Премія «Оскар»                            |                                                                    |                                      |           |
| 2007                                      | Найкращий фільм іноземною мовою                                    | Життя інших                          | Перемога  |
| Премія «Боділ»                            |                                                                    |                                      |           |
| 2007                                      | Найкращий не-американський фільм                                   | Життя інших                          | Перемога  |
| Премія «Давид ді Донателло»               |                                                                    |                                      |           |
| 2007                                      | Найкращий європейський фільм                                       | Життя інших                          | Перемога  |
| Премія «Незалежний дух»                   |                                                                    |                                      |           |
| 2007                                      | Найкращий іноземний фільм                                          | Життя інших                          | Перемога  |
| Німецька асоціація кінокритиків           |                                                                    |                                      |           |
| 2007                                      | Найкращий дебютний художній фільм                                  | Життя інших                          | Перемога  |
| Премія «Золотий глобус» (Італія)          |                                                                    |                                      |           |
| 2007                                      | Найкращий європейський фільм                                       | Життя інших                          | Перемога  |
| Премія «Золотий жук»                      |                                                                    |                                      |           |
| 2007                                      | Найкращий іноземний фільм                                          | Життя інших                          | Перемога  |
| Премія «Роберт»                           |                                                                    |                                      |           |
| 2007                                      | Найкращий не-американський фільм                                   | Життя інших                          | Перемога  |
| Премія «Турія»                            |                                                                    |                                      |           |
| 2007                                      | Найкращий іноземний фільм                                          | Життя інших                          | Перемога  |
| 2007                                      | Премія глядачів за найкращий іноземний фільм                       | Життя інших                          | Перемога  |
| Премія BAFTA                              |                                                                    |                                      |           |
| 2008                                      | Найкращий фільм не англійською мовою                               | Життя інших                          | Перемога  |
| 2008                                      | Премія Девіда Ліна найкращому режисерові                           | Життя інших                          | Номінація |
| 2008                                      | Найкращий оригінальний сценарій                                    | Життя інших                          | Номінація |
| Премія Хлотрідус                          |                                                                    |                                      |           |
| 2008                                      | Найкращий оригінальний сценарій                                    | Життя інших                          | Перемога  |
| Гран-прі бразильського кіно               |                                                                    |                                      |           |
| 2008                                      | Найкращий фільм іноземною мовою                                    | Життя інших                          | Перемога  |
| Премія «Сезар»                            |                                                                    |                                      |           |
| 2008                                      | Найкращий фільм іноземною мовою                                    | Життя інших                          | Перемога  |
| Синдикат французьких кінокритиків         |                                                                    |                                      |           |
| 2008                                      | Найкращий іноземний фільм                                          | Життя інших                          | Перемога  |
| Премія Kinema Junpo                       |                                                                    |                                      |           |
| 2008                                      | Приз читачів за найкращий іноземний фільм                          | Життя інших                          | Перемога  |
| Лондонське коло кінокритиків              |                                                                    |                                      |           |
| 2008                                      | Режисер року                                                       | Життя інших                          | Номінація |
| 2008                                      | Сценарист року                                                     | Життя інших                          | Перемога  |
| Премія «Орли» (Польща)                    |                                                                    |                                      |           |
| 2008                                      | Найкращий європейський фільм                                       | Життя інших                          | Перемога  |
| Премія «Бамбі»                            |                                                                    |                                      |           |
| 2009                                      | Почесна премія («Німці в Голлівуді»)                               | Почесна премія («Німці в Голлівуді») | Перемога  |
| Премія «Золотий глобус»                   |                                                                    |                                      |           |
| 2011                                      | Найкращий художній фільм — Комедія або мюзикл                      | Турист                               | Номінація |
| Премія «Йога»                             |                                                                    |                                      |           |
| 2011                                      | Найгірший європейський режисер                                     | Турист                               | Перемога  |
| Венеційський міжнародний кінофестиваль    |                                                                    |                                      |           |
| 2018                                      | Золотий лев                                                        | Робота без авторства                 | Номінація |
| 2018                                      | «Золоте левеня»                                                    | Робота без авторства                 | Перемога  |
| 2018                                      | Нагорода Arca CinemaGiovani за найкращий фільм конкурсної програми | Робота без авторства                 | Перемога  |